# Finale de la Coupe UEFA 1998-1999
La finale de la Coupe UEFA 1998-1999 est la 28e finale de la Coupe de l'UEFA, organisée par l'UEFA. Ce match de football a lieu le 12 mai 1999 au stade Loujniki de Moscou, en Russie.
Elle oppose l'équipe italienne du Parme AC aux Français de l'Olympique de Marseille. Le match se termine sur une victoire des Parmesans sur le score de 3 buts à 0, ce qui constitue leur deuxième sacre dans la compétition après 1995 ainsi que leur quatrième titre européen avec leurs victoires en Coupe des coupes et en Supercoupe d'Europe, toutes deux en 1993.

## Parcours des finalistes
Note : dans les résultats ci-dessous, le score du finaliste est toujours donné en premier (D : domicile ; E : extérieur).
| Parme AC              | Parme AC | Parme AC  | Parme AC  |                            | Olympique de Marseille | Olympique de Marseille | Olympique de Marseille | Olympique de Marseille |
| --------------------- | -------- | --------- | --------- | -------------------------- | ---------------------- | ---------------------- | ---------------------- | ---------------------- |
| Adversaire            | Total    | Aller     | Retour    | Tour                       | Adversaire             | Total                  | Aller                  | Retour                 |
| Fenerbahçe SK         | 3 - 2    | 0 - 1 (E) | 3 - 1 (D) | Trente-deuxièmes de finale | Sigma Olomouc          | 6 - 2                  | 2 - 2 (E)              | 4 - 0 (D)              |
| Wisła Cracovie        | 3 - 2    | 1 - 1 (E) | 2 - 1 (D) | Seizièmes de finale        | Werder Brême           | 3 - 2                  | 1 - 1 (E)              | 2 - 1 (D)              |
| Glasgow Rangers       | 4 - 2    | 1 - 1 (E) | 3 - 1 (D) | Huitièmes de finale        | AS Monaco              | 3 - 2                  | 2 - 2 (E)              | 1 - 0 (D)              |
| Girondins de Bordeaux | 7 - 2    | 1 - 2 (E) | 6 - 0 (D) | Quarts de finale           | Celta Vigo             | 2 - 1                  | 2 - 1 (D)              | 0 - 0 (E)              |
| Atlético Madrid       | 5 - 2    | 3 - 1 (E) | 2 - 1 (D) | Demi-finales               | Bologne FC             | 1E - 1                 | 0 - 0 (D)              | 1 - 1 (E)              |

## Match

### Feuille de match
| 12 mai 1999                     | Parme AC                             | 3 - 0   | Olympique de Marseille | Stade Loujniki, Moscou                       |                                              |
| 20h00 CEST (22h00 heure locale) | Crespo 26e · Vanoli 36e · Chiesa 55e | (2 - 0) |                        | Spectateurs : 61 000 Arbitrage : Hugh Dallas | Spectateurs : 61 000 Arbitrage : Hugh Dallas |
| 20h00 CEST (22h00 heure locale) | Rapport                              |         |                        | Spectateurs : 61 000 Arbitrage : Hugh Dallas | Spectateurs : 61 000 Arbitrage : Hugh Dallas |

| Parme | Marseille |

| Parme AC :       |    |                      |     |     |
|                  |    |                      |     |     |
| Gardien de but   | 01 | Gianluigi Buffon     |     |     |
| D                | 21 | Lilian Thuram        |     |     |
| D                | 06 | Néstor Sensini       |     |     |
| D                | 17 | Fabio Cannavaro      |     |     |
| M                | 24 | Paolo Vanoli         |     |     |
| M                | 15 | Alain Boghossian     |     |     |
| M                | 08 | Dino Baggio          |     |     |
| M                | 07 | Diego Fuser          |     |     |
| M                | 11 | Juan Sebastián Verón |     | 77e |
| A                | 20 | Enrico Chiesa        |     | 73e |
| A                | 09 | Hernán Crespo        |     | 85e |
| Remplaçants :    |    |                      |     |     |
| G                | 28 | Davide Micillo (en)  |     |     |
| D                | 04 | Luigi Sartor         |     |     |
| D                | 14 | Roberto Mussi        |     |     |
| D                | 05 | Luigi Apolloni       |     |     |
| M                | 23 | Stefano Fiore        |     | 77e |
| A                | 18 | Abel Balbo           |     | 73e |
| A                | 10 | Faustino Asprilla    | 89e | 85e |
| Entraîneur :     |    |                      |     |     |
| Alberto Malesani |    |                      |     |     |

| Homme du match : Hernán Crespo Arbitres assistants : Robert Gunn John McElhinney Quatrième arbitre : William Young |

| Olympique de Marseille : |    |                    |     |     |
|                          |    |                    |     |     |
| Gardien de but           | 16 | Stéphane Porato    |     |     |
| D                        | 02 | Patrick Blondeau   | 50e |     |
| D                        | 05 | Laurent Blanc      |     |     |
| D                        | 17 | Cyril Domoraud     |     |     |
| D                        | 28 | Édson              |     | 46e |
| M                        | 04 | Pierre Issa        |     |     |
| M                        | 08 | Frédéric Brando    |     |     |
| M                        | 27 | Daniel Bravo       |     |     |
| M                        | 10 | Jocelyn Gourvennec |     |     |
| M                        | 07 | Robert Pirès       |     |     |
| A                        | 09 | Florian Maurice    |     |     |
| Remplaçants :            |    |                    |     |     |
| Gardien de but           | 30 | François Lemasson  |     |     |
| D                        | 12 | Tchiressoua Guel   |     |     |
| D                        | 29 | Jacques Abardonado |     |     |
| M                        | 22 | Martial Robin      |     |     |
| A                        | 13 | Titi Camara        |     | 46e |
| A                        | 19 | Cédric Mouret      |     |     |
| A                        | 15 | Arthur Moses       |     |     |
| Entraîneur :             |    |                    |     |     |
| Rolland Courbis          |    |                    |     |     |

### Déroulement
Pour la finale, l'Olympique de Marseille est privé de plusieurs joueurs, suspendus à la suite de la demi-finale contre le Bologne FC : Christophe Dugarry, William Gallas, Peter Luccin, Hamada Jambay et Fabrizio Ravanelli,,.
Hugh Dallas, l'arbitre écossais qui avait également officié lors du quart de finale de la Coupe du monde 1998 France-Italie, a mené le toss, remporté par le capitaine marseillais Laurent Blanc et le Français choisis de tirer en direction des supporters de son équipe pour la deuxième période du match.
Les 25 premières minutes ont vu une équipe marseillaise prudente jouer une grande partie de son football dans sa propre moitié de terrain, pour jouer long sur ses joueurs isolés devant Robert Pires et Florian Maurice. La première occasion parmesane est à mettre au crédit de Roberto Sensini effectuant une longue passe vers Juan Sebastián Verón, dont la tête ne semblait pas dangereuse jusqu'à ce qu'une passe de la tête vers l'arrière de l'expérimenté Laurent Blanc donne à Hernán Crespo un tête-à-tête avec le gardien; l'Argentin déclenche une frappe lobée trompant Stéphane Porato venu à la rencontre de son libéro pour anticiper la passe en retrait. L'attaquant ouvre ainsi le score sur sa première touche pour donner l'avantage à Parme après 26 minutes.
Dix minutes plus tard, alors que les Italiens continuaient de dominer le match, une attaque de Parme semblait stoppée à deux reprises par la défense marseillaise, mais le ballon trouvait Lilian Thuram en position d'attaque sur le côté droit. À la deuxième occasion, Thuram a pu se faufiler pour trouver Diego Fuser à cinq mètres de la ligne de fond et a la limite du hors-jeu. Il adresse un centre en profondeur et Paolo Vanoli dirige sa tête dans le but marseillais pour doubler l'avance de Parme.
Cinq minutes avant l'heure de jeu, Thuram prend une fois de plus l'avantage sur la droite avant de passer le ballon à Juan Sebastián Verón à l'extérieur. Verón place un ballon piqué dans la surface de réparation qui semblait destiné à la botte de Crespo, un ballon errant trompe la défense marseillaise et donne à Enrico Chiesa l'occasion d'une volée en force des 12 mètres pour porter le score à 3-0 et sceller la victoire de Parme.
La fin de match voit l'équipe de Parme contrôler le match et conserver son avance au tableau d'affichage face à une équipe marseillaise valeureuse bien que dominée.